# جيسي ر. بيتس
جيسي ر. بيتس (بالإنجليزية: Jesse R. Pitts)‏ هو عالم اجتماع أمريكي، ولد في 13 يونيو 1921 في شرق فلسطين في الولايات المتحدة، وتوفي في 2 أغسطس 2003 في شارلوتسفيل في الولايات المتحدة.